# Константину, Клэй
Клэй Константи́ну (англ. Clay Constantinou; род. 4 сентября 1951, Нью-Йорк, Нью-Йорк, США) — американский адвокат и дипломат, посол США в Люксембурге (1994—1999), член-учредитель (1997) и первый декан (1999—2005) Школы дипломатии имени Уайтхеда. Член Фонда Американо-греческого института и бывший президент Кипрской федерации Америки (1987—1991). Занимается адвокатской практикой и является международным консультантом. Помимо английского владеет греческим и французским языками. Лауреат Почётной медали острова Эллис (1995).

## Биография

### Ранние годы и образование
Родился 4 сентября 1951 года в Нью-Йорке (Нью-Йорк, США) в семье греков-киприотов. После смерти матери, когда Клею было два года, отец увёз сына на Кипр, где он вырос и окончил начальную и среднюю школы.
Посещал Американскую академию в Ларнаке (Кипр).
В 1973 году окончил Городской университет Нью-Джерси со степенью бакалавра наук в области политологии. Был введён в Спортивный зал славы этого учебного заведения.
В 1981 году получил степень доктора юриспруденции, окончив Школу права университета Сетон-Холл.
В 1987 году окончил Школу права Нью-Йоркского университета со степенью магистра права.

### Карьера
Участвовал в политической жизни США.
Являлся сопредседателем финансового комитета и делегатом президентских кампаний губернатора Массачусетса Майкла Дукакиса (1988), губернатора Арканзаса Билла Клинтона (1992) и сенатора от Массачусетса Джона Керри (2004). Изначально занимался сбором средств для кампании бывшего сенатора от Массачусетса Пола Цонгаса, но позднее перешёл в кампанию Клинтона, став президентом коллегии выборщиков в Нью-Джерси.
В 1989 году губернатором Нью-Джерси Джеймсом Флорио был назначен членом Совета комиссаров администрации, отвечающей за поддержание функционирования автомагистрали Нью-Джерси Тёрнпайк. Также был членом Совета директоров коммунально-бытовой службы округа Эссекс.
В 1994—1999 годах — посол США в Люксембурге. В это время были достигнуты решения по расширению НАТО и Европейского Союза, а также экономического и валютного союза ЕС. В июле-декабре 1997 года, в период, когда Люксембург председательствовал в Совете ЕС, возглавлял американскую делегацию и участвовал в переговорах с официальными лицами ЕС по вопросам торговли и глобального сотрудничества. Консультировал администрацию Клинтона по вопросам Кипра и Восточного Средиземноморья, а также организовывал встречи членов греческой общины США с Клинтоном и вице-президентом Элом Гором для решения Кипрского конфликта. Настаивал на вступлении Кипра в ЕС во время встречи Клинтона и европейских лидеров в Белом доме.
В 1999—2005 годах — первый декан Школы дипломатии имени Уайтхеда, одним из основателей которой он являлся. В 2001 году Школа была избрана в качестве секретариата и управляющего проектами «Диалога между цивилизациями» под эгидой ООН.

#### Адвокатская практика
С 2007 года — старший советник председателя компании «EP Global Energy».
В 2008—2014 годах — адвокат в международной юридической фирме «Patton Boggs» (сегодня «Squire Patton Boggs»).
С 2016 года — приглашённый консультант (of counsel) юридической фирмы/профессионального объединения «Wilentz, Goldman & Spitzer» (Вудбридж, Нью-Джерси).

## Награды и почести
- 1991 — «Выдающийся выпускник» Городского университета Нью-Джерси.
- 1995 — Почётная медаль острова Эллис.
- 1996 — Сертификат от Школы управления имени Джона Ф. Кеннеди.
- 1997 — «Выдающийся выпускник года» Школы права университета Сетон-Холл.
- 1999 — Доктор литературы (почётный доктор) Городского университета Нью-Джерси.
- 1999 — Медаль «За исключительные заслуги» от президента Кипра Глафкоса Клиридиса.
- 1999 — Медаль святого апостола Варнавы от архиепископа Кипрского Хризостома I.

Кроме того, был удостоен наград и почестей ряда организаций, в том числе Кипрской федерации Америки, Американо-греческого института, а также стал получателем Ежегодной благодарственной награды (Annual Testimonial Award) и Национальной награды за общественную деятельность (National Public Service Award).